# Революционная конфедерация анархо-синдикалистов им. Н. И. Махно
РКАС (Революционная конфедерация анархо-синдикалистов им. Н. И. Махно) — международная синдикалистская конфедерация. Секции и отдельные представители РКАС существовали в Украине, России, Грузии. Целью создания конфедерации декларировалось построение человеческого общества на принципах свободы, самоуправления, самоорганизации, солидарности и федерализма для содействия рождению либертарного (вольного, безгосударственного) коммунизма, путём естественно-революционного процесса доминирования в обществе самоуправляющихся синдикатов (объединений, ассоциаций, коммун, кооперации, и неавторитарных промышленно-предпринимательских учреждений — научных, творческих, производственных, проч.).

## Краткая история
РКАС была создана на учредительной конференции, проходившей 15-16 октября 1994 в Донецке, в которой участвовали представители «Федерации анархистов Донбасса» (ФАД) (недоступная ссылка) из городов: Донецк, Макеевка, Доброполье, Луганск, Кадиевка, Брянка, Краснодон, а также отдельные активисты и группы из Днепропетровска, Харькова, Николаева и других.
Центральным Органом РКАС стала газета «Анархия», основанная в 1993 году Федерацией Анархистов Донбасса, издававшаяся тысячными тиражами (от 2-5 тысяч) и со временем ставшая лучшим анархическим периодическим изданием на Украине и за её пределами. Кроме газеты «Анархия», РКАС начала издавать внутренний информационно-аналитический бюллетень «Анархо-Синдикалист» на русском и английском языках, выходивший с 1994 до 2002 года, и информационный листок для рабочих «Голос Труда» (издание созданного РКАС «Информационного агентства рабочего движения», распространялся только в Донецке в 1995—1996). Впоследствии список изданий пополнился журналом «Восстающая Украина» и рядом изданий международных секций: «Анархия» на грузинском, «Чёрная Роза» (русский-иврит).
В отличие от всех новейших организаций анархистов Украины, РКАС имела чёткую структуру, ввела практику разделения труда внутри организации, решила вопросы внутренней дисциплины; программные принципы основывались на популярно сформулированных положениях революционного анархо-коммунизма, классовой борьбы, с ориентацией на синдикализм. Устав РКАС был принят при образовании Конфедерации, в 1994 году. Программа, в свою очередь, была после длительного обсуждения утверждена общим референдумом в конце 1998 года.
На конец 1994 — начало 1996 годов в деятельности РКАС можно выделить лишь пропагандистские рейды по предприятиям Донецка и других городов Донбасса (Макеевка, Краматорск, Лисичанск и т. д.), и участие в трехмесячной голодовке шахтеров-регрессников в Горловке. Прорыв состоялся летом 1996. Весь июль и август РКАС вела активную работу, о размахе которой можно судить по выпуску 4 номеров газет «Анархия» и «Голос Труда» (общим тиражом около 4,5 тысяч штук) и не менее четырёх листовок (тиражом 1600 штук).
Представители РКАС с 1996 года участвуют в совещаниях рабочих профсоюзных активистов, анархо-синдикалистские газеты и листовки распространяются при прямой помощи низовых структур профсоюза горняков, наконец, с этого времени начался долгожданный численный рост РКАС в Донбассе, в том числе и за счет промышленных рабочих.
В 1998 году активистами РКАС был создан первый независимый анархо-синдикалистский профсоюз студентов в одном из частных ВУЗов Донецка — Независимый Профсоюз Студентов в руководство которого были избраны члены РКАС. НПС быстро разрастался и уже к весне 1998 года насчитывал несколько сот членов, охватив основные факультеты ВУЗа. Анархо-синдикалистское руководство Независимого Профсоюза Студентов предприняло попытки объединения с Независимым Профсоюзом Горняков Донбасса в целях укрепления профсоюзного единства и эффективной борьбы. К сожалению эти усилия не были доведены до конца. Профсоюз просуществовал всего полтора года и был уничтожен репрессиями администрации.
Несмотря на временные неудачи в студенческом синдикализме, РКАС продолжала свою деятельность среди рабочих коллективов Восточной Украины. Под знаком этой борьбы прошёл весь период 1997-1998 годов. Во время стачки горняков Западного Донбасса члены РКАС входили в состав стачечного комитета руководившего последней крупнейшей акцией шахтеров. Черно-красный флаг РКАС развевался рядом с сине-чёрным флагом шахтерского движения во главе колоны луганских горняков осуществлявших пеший марш на Киев.
Помимо шахтерского движения активисты РКАС проводили работу среди машиностроителей Днепропетровска и Харьковщины. Предпринимались попытки агитации жителей сельских районов в основном на территории Востока и Юго-Востока Украины. В конце 90 годов секции РКАС появляются во Львове, Ивано-Франковской области и в Киеве.
В 1999 году, в связи со спадом рабочего движения, РКАС акцентирует свои усилия на работе по организации молодёжного анархо-синдикалистского движения. В ряды организации приходят молодые люди, которые помимо пропаганды анархизма на предприятиях ставшей традиционной для РКАС, организуют новые сферы деятельности культурно-политического и боевого плана. Так РКАС создает анархическую рок группу «Движение Сопротивления», вокруг которой образуется революционный рок-фронт состоящий из молодых музыкантов, поэтов и музыкальных коллективов. РКАС проводит ряд анархических пропагандистских рок фестивалей: «Памяти Махно» (1999), «Рок против Войны в Чечне» (2000), «Анархическая рок-революция» (2001) и другие. Культурный молодёжный фронт РКАС становиться эффективным средством пропаганды анархических идей и мобилизации молодёжи в ряды организации.
В это же время РКАС организует первое на Украине анархо-синдикалистское антифа движение, противостоя зарождающейся ультраправой сцене. Прежде всего это касается Донбасса. Хотя ранние столкновения с правыми происходили у членов РКАС уже в конце 90х в Днепропетровске. В 2000 году РКАС проводит антифашистский патруль 9 мая, в ответ на угрозы со стороны субкультурных правых устроить террор на улицах Донецка. Тогда же организуется «Черная Гвардия РКАС», проходят регулярные тренировки и столкновения на улицах, организованные анархо-синдикалистскими черногвардейцами. РКАС массово распространяет антифашистские листовки, запуская в массы популярные слоганы: «Нацисты — на хуй с пляжа!» и «С фашистами не спорим, фашистов уничтожаем!»
Антифашистскую борьбу РКАС видела не только в уличном столкновении с правыми, но и в широком привлечении общественного мнения и заинтересованных в сопротивлении нацистам слоям населения. Так в РКАС выпускались пропагандистские материалы: листовки, брошюры которые распространялись в Донецке, Днепропетровске, Киеве и других городах. Для работы с населением РКАС зарегистрировала общественную организацию, через которую проводила легальную часть работы. Кульминацией этой деятельности стала первая открытая общественная антифашистская акция «Пусть в нашем городе не будет фашистской музыки!», которая широко освещалась СМИ. Акция была приурочена к годовщине нападения фашистской Германии 22 июня 2001 года.
Таким образом РКАС можно по праву считать первой антифашистской организацией (недоступная ссылка) на Украине.
Делегации РКАС активно участвовали в международных конференциях проходивших в России, на Украине, в Франции, Германии. Благодаря международным контактам и товарищеской солидарности РКАС смогла провести ряд совместных турне по обмену опытом с анархо-синдикалистскими и антифашистскими группами в Германии, стать участником ряда международных синдикалистских конференций и съездов.
Активисты РКАС совместно с товарищами из Европы организовали акции помощи пострадавшим от войны в Чечне беженцам.
На конец 2009 года члены РКАС принимают активное участие в рабочем, студенческом, экологическом и антифашистском движениях. Организовывают и поддерживают акции протеста, демонстрации, пропагандируя принципы и методы анархизма. По инициативе членов конфедерации создана «Всеобщая конфедерация труда анархо-синдикалистов» (ВКТ АС). Также при непосредственном участии представителей РКАС создан независимый студенческий профсоюз «Прямое действие» на Украине и Грузии. Впоследствии основатели «Прямого действия» покинули РКАС, и основным студенческим профсоюзом РКАС стал «СС Единство ВКТАС» (недоступная ссылка). Членами РКАС создан ряд кооперативов в Донецке и Киеве.
В 2011 году из состава Конфедерации вышли, дав начало Международному союзу анархистов, следующие секции: РКАС-Израиль — Палестина (ставший организацией «Единство»), РКАС-Латвия, РКАС-Германия (в полном составе), РКАС-Россия (за исключением одной секции), РКАС-Донецк (большинство секции), РКАС-Запорожье, РКАС-Херсон, РКАС-Одесса.
В 2014 году, в связи с началом военных действий в Донбассе, РКАС де-факто прекратила своё существование как единая организация.

## Принципы и цели
Главной целью является построение общества на принципах: свободы, самоуправления, самоорганизации, солидарности и федерализма. Объединение людей на таких основах должно стать надёжным фундаментом для вольного и наиболее полного развития каждой личности.
РКАС придерживается и пропагандирует такие принципы, как: отсутствие власти, свобода от принуждения, свобода ассоциаций, взаимопомощь, разнообразие, равенство, братство.

## Повседневная деятельность
В своей повседневной деятельности члены РКАС видят следующие направления работы:

### Участие в классовой борьбе
- защита и расширение экономических завоеваний рабочего класса (увеличение зарплаты, сокращение рабочего дня, улучшение условий труда и др.);
- борьба за ограничение прав предпринимателей и администраций предприятий при помощи профсоюзов и заводских комитетов, вплоть до установления рабочего контроля за деятельностью администрации;
- борьба со штрейкбрехерством и подавлением забастовок;
- борьба за свободу профсоюзной деятельности и невмешательство государства и администраций предприятий в дела рабочих организаций, за неограниченное право на стачки;
- поддержка коммун, социалистических производственных и потребительских кооперативов, самоуправляющихся предприятий и т. п.;
- активная работа по организации революционных производственных и иных рабочих союзов.

### Участие в социальной борьбе
- борьба за свободу слова, печати, собраний, неприкосновенности личности и т. п.;
- борьба за ослабление силы государства и сфер его деятельности;
- борьба против национализма в его этатистских и ксенофобских проявлениях;
- участие в антифашистском движении;
- поддержка и участие в экологическом движении;
- антимилитаризм;
- антиклерикализм.

### Методы действий РКАС
- устная, письменная и др. пропаганда и агитация; выпуск газет, журналов, листовок, бюллетеней и прочее;
- акции прямого действия: пикеты, демонстрации, личный и массовый неплатеж налогов и отказ от исполнения иных требований государственной власти, пассивное сопротивление, бойкот, саботаж, различные виды стачек и забастовок, вплоть до всеобщей;

## Издания РКАС
- газета «Анархия» (выпускается с 1993 года)
- орган ВКТ газета «Голос труда» (издается с 2008)
- информационно-теоретический журнал «Анархо-синдикалист» (1994—2002)
- молодёжный журнал «Восстающая Украина» (2001—2002)
- газета «Анархия» на грузинском языке (выпускается с 2011 года)

Кроме того, силами организации был выпущен ряд брошюр.

## Некоторые упоминания в СМИ
- Современный анархо-синдикализм на Украине. Интервью с РКАС им. Махно (недоступная ссылка)
- Дальнобойщики-анархисты будут распространять листовки в Николаеве и Одессе?
- Презентация проекта «Социалисты и анархисты — участники сопротивления большевистскому режиму (1917 — кон. 30-х гг. XX в.)» в «Мемориале»
- 5,5 тыс. человек отметили Первомай в Донецке (ФОТО, ВИДЕО)
- Около 100 членов Революционной Конфедерации Анархо-синдикалистов имени Нестора Махно прошли 1 Мая по улице Артема в Донецке.
- Махновцы наших дней. Репортаж из эпицентра украинского анархизма  (недоступная ссылка)
- Повстанці-2. Интервью газете «Горожанин»
- Анархизм на родине Махно: приключения красно-чёрного флага